# Thomas Konietzko

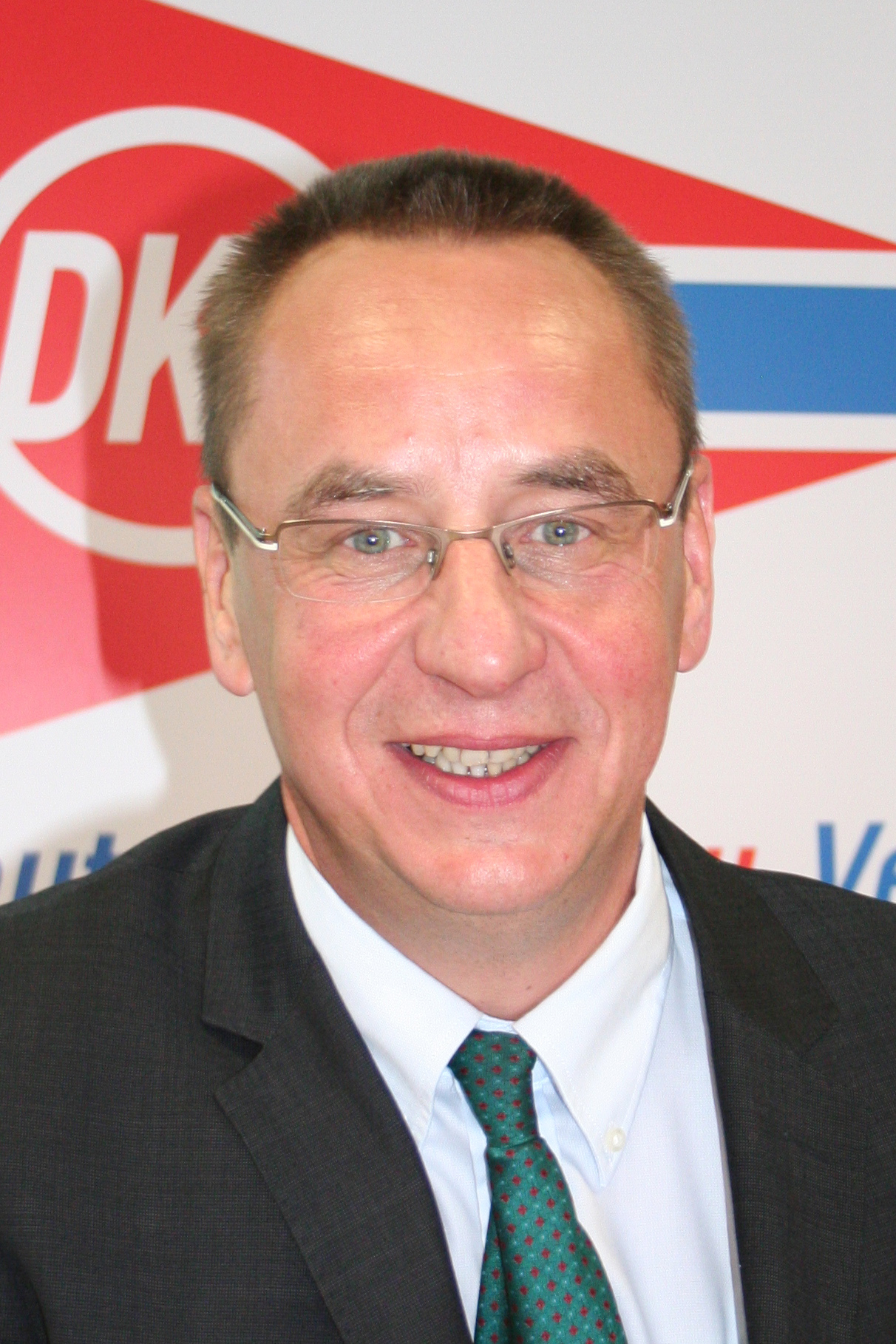
Thomas Konietzko

Thomas Konietzko (* 6. November 1963 in Wolfen) ist ein deutscher Unternehmer, Sportfunktionär und Präsident der Internationalen Kanu-Föderation (ICF).
Nach seinem Studium am Institut für Lehrerbildung in Weißenfels arbeitete er bis 1990 als hauptamtlicher Trainer für Kanurennsport im Nachwuchsbereich beim KC Jeßnitz. Unter anderem entdeckte er den späteren Olympiasieger Christian Gille. Nach der Wende machte er sich selbständig und gründete ein Unternehmen für Außenwerbung, das er bis heute leitet. Konietzko ist verheiratet und hat eine Tochter und einen Sohn.
Sein ehrenamtliches Engagement für den Sport begann im Jahr 2000, als er Präsident des Kreissportbundes Bitterfeld wurde. Seit 2004 ist er Präsidiumsmitglied des Landes-Kanu-Verbandes Sachsen-Anhalt und seit 2009 zuständiger Vizepräsident für Leistungssport. Im Deutschen Kanu-Verband ist Konietzko seit 2005 1. Vorsitzender der Kanu-Jugend und Vizepräsident Jugend des Gesamtverbandes. Im Jahr 2008 wurde er zudem Mitglied in der Arbeitsgruppe Anti-Doping.
Im Jahr 2010 löste Konietzko Olaf Heukrodt als Präsidenten des Deutschen Kanu-Verbandes ab.
Im Frühjahr 2011 wurde Konietzko in den Vorstand der Europäischen Kanu-Föderation (ECA) gewählt.
Im September 2012 war Konietzko maßgeblich daran beteiligt, sich für die Kanu-Rennsport Weltmeisterschaften 2013 zu bewerben, die der Brasilianische Kanuverband aufgrund fehlender finanzieller Mittel kurzfristig zurückgeben musste. Nach einem verkürzten Bidding-Verfahren ging der Zuschlag dann an den Deutschen Kanu-Verband. Zusammen mit dem Chef des Organisationskomitees Otto Schulte wurde die Weltmeisterschaft unter Konietzkos Führung ausgerichtet. Im Frühjahr 2013 wurde Konietzko in das Board of Directors der Internationalen Kanu-Föderation (ICF) als Continental Representative Europe gewählt. Bei der Tagung des Board of Directors der ICF am 29. und 30. März 2014 stand die Entwicklung des Olympiaprogramms als Schwerpunktthema zur Diskussion. Dabei wurde eine Kommission unter Leitung Konietzkos für die Fortentwicklung des Programms im Kanusport gebildet.
Am 28. März 2015 wurde Konietzko beim Kongress der Europäischen Kanu-Föderation in Sofia als Vorstandsmitglied und somit auch als Kontinentalvertreter im ICF-Board wiedergewählt.
Mit der Überreichung des Verdienstkreuzes am Bande des Verdienstordens der Bundesrepublik Deutschland am 11. November 2016 aus den Händen von Sachsen-Anhalts Ministerpräsident Reiner Haseloff wurde Konietzko  eine besondere Ehre zuteil. Er wurde damit unter anderem für sein langjähriges Engagement im Sport in Sachsen-Anhalt und für sein Engagement in nationalen und in internationalen Gremien der Kanu-Verbände geehrt.
Am 25. November 2016 wurde Konietzko beim Kongress der Internationalen Kanu-Föderation (ICF) in Baku zum Vize-Präsidenten gewählt. Am 1. April 2017 trat Konietzko, aufgrund seiner neuen Tätigkeiten in der ICF, beim Kongress der Europäischen Kanu-Föderation in Bukarest zurück und wurde nach nur sechsjähriger Amtszeit zum Ehrenmitglied des Verbandes ernannt.
Am 6. November 2021 wurde Konietzko beim Kongress der Internationalen Kanu-Föderation (ICF) in Rom mit 95 von 100 Stimmen gewählt. Infolgedessen trat er beim Deutschen Kanutag in Leipzig am 20. November 2021 nicht mehr zur Wiederwahl als DKV-Präsident an. Am gleichen Tag wurde Konietzko zum Ehrenpräsident des Deutschen Kanu-Verbandes einstimmig gewählt.